# Psicología posmoderna
La Psicología posmoderna puede ser definida a partir de dos vertientes, la primera, según la cual se parte de los postulados básicos de ruptura con el modelo de un metarrelato racionalista e integrador de la modernidad que permita la integración del yo o de la conducta humana como una sola entidad y basados en el psicoanálisis lacaniano y la “teoría del espejo” en conjunto con el yo fragmentado y la visión por medio de la cual la práctica de la psicología. Es una forma de ver tu mente.

## El yo posmoderno
Desde esta perspectiva la realidad de la psique es tal, que solo puede ser contemplada como un yo fragmentado o como una imagen del otro, o en su imagen en el espejo siguiendo el postulado lacaniano según el cual el “estadio del espejo” representado como el momento en el que un (o una) infante se "reconoce" a sí mismo en la imagen del espejo o en un otro semejante y próximo que le re-presenta.
Asimismo esta idea se complementa con la proliferación y multiplicidad de roles y significados lingüísticos de la posmodernidad para la generación y complementación social y lingüística del individuo en una entidad multicultural y con capacidad de asumir diferentes roles lingüísticamente compleja. No solo a nivel inconsciente, sino también en el inconsciente. Recordemos que para Lacan el inconsciente está estructurado como un lenguaje, retornando a la concepción original de Freud, es decir, expresa que el inconsciente no puede representar objetos reales en el lenguaje de modo absoluto, lo inconsciente remite a lo no-dicho por el lenguaje.

## La psicología y los medios de comunicación
La definición de una psicología posmoderna necesariamente debe incluir el análisis de cómo los medios de comunicación y de cómo estos estructuran y complementan el yo fragmentado desde su formación en la infancia. 
Según Vattimo, hemos entrado en un escenario, el de la postmodernidad, donde la comunicación y los medios adquieren un carácter central, aunque esa abundancia de emisores continuos no aporta una visión unitaria que permita formar el yo con una sola visión del mundo exterior, ni siquiera una visión contextualizada e independiente. Por el contrario desde la psique posmoderna el mundo de los medios solo trae como consecuencia una mayor fragmentación yoica. 

## Planteo de Vattimo
Continuando con lo planteado por Vattimo y nuestra sociedad es cada vez más cercana a ser una babel informativa que influye en la construcción de la visión del mundo del sujeto desde sus inicios, por un lado abre caminos a la libertad, a la pluralidad, pero por el otro se escapa de las visiones unitarias de la racional-modernidad y no hace posible integrar el yo como una estructura única.
Los intentos del sujeto de crear una sola estructura yoica basada en una sola identidad cultural caen en el fracaso en la anormalidad clínica.

## En la Psicología Clínica
Desde este punto de vista no existe un deber ser del terapeuta hacia el paciente sino solamente una comprensión de las múltiples realidades del ser que el paciente lleva consigo.
Así mismo la temporalidad de la terapia posmoderna diverge de la visión psicoanalítica en el psicoanálisis clásico las etapas de la infancia definen la búsqueda del objeto del inconsciente en la terapia desde la visión posmoderna en cambio los momentos del inconsciente no solo se pueden presentar en la infancia sino también durante toda la vida del sujeto incluso.
En este punto desde la visión psicoanalítica posmoderna en el inconsciente es posible generar un desplazamiento del sujeto adulto a su infancia y tener elementos traumáticos en todo momento de la vida sin detallar una etapa específica de descripción freudiana tradicional.